# Castello di Roccatagliata
Il castello Fieschi è stato un edificio difensivo situato nella frazione di Roccatagliata nel comune di Neirone, nella città metropolitana di Genova. La postazione difensiva, che fu anche residenza fliscana nel borgo, venne demolita nel 1477 durante la dedizione sforzesca di Genova.
L'intera area del castello è sottoposta dal 1923 a vincolo architettonico e costituisce un parco archeologico visitabile.

## Storia

### Percorso storico

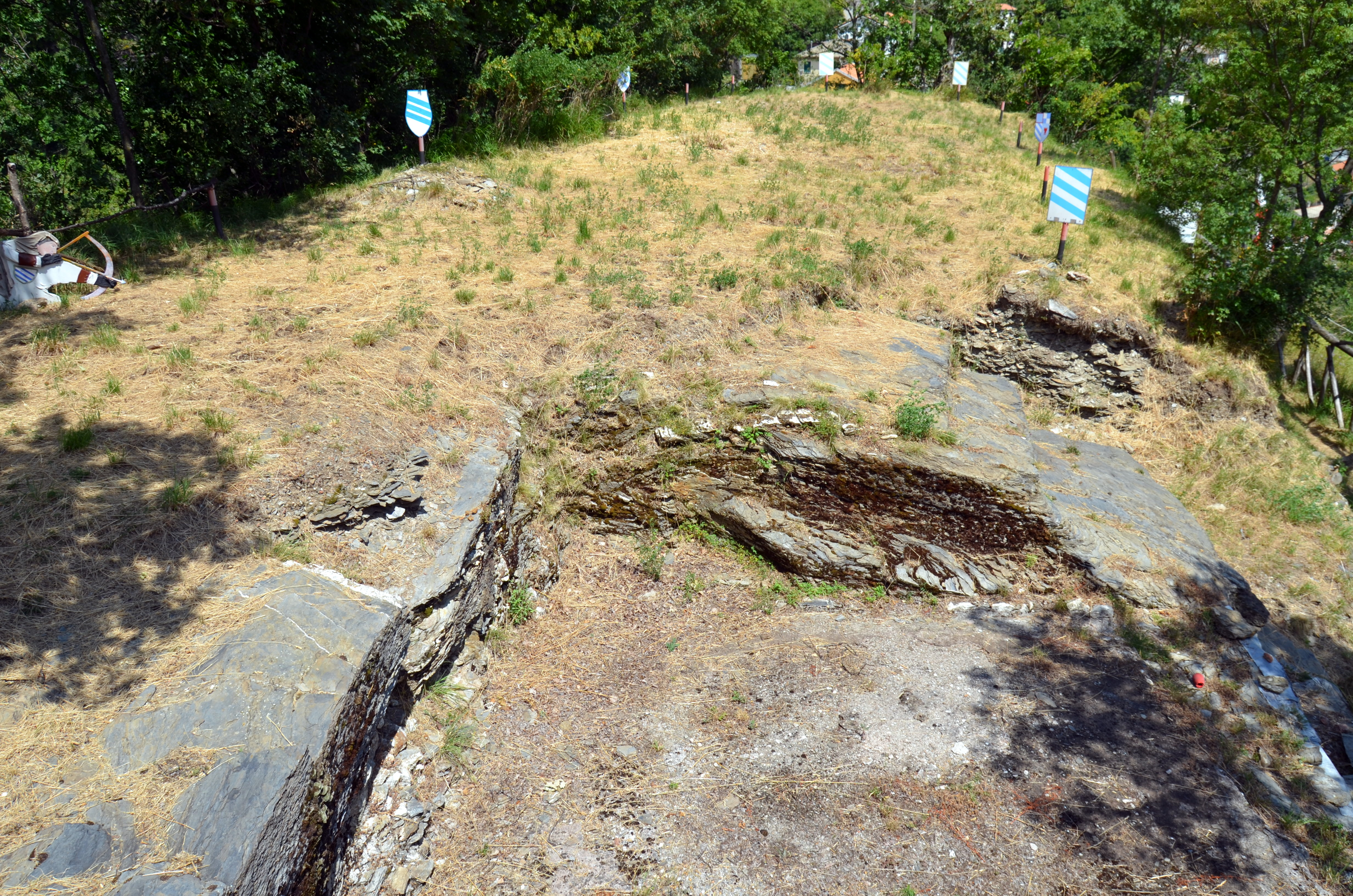
Particolare della pavimentazione in cocciopesto

Le prime notizie certe sull'esistenza in loco di un maniero o di una postazione difensiva risalirebbe al 1173 quando, nei pressi dell'abitato di Roccatagliata, un castello vescovile fu al centro di una contesa tra l'arcivescovo di Genova Siro II e Rolando Avvocato; quest'ultimo signorotto locale legato in passato alla Chiesa di Milano e che tentò nella zona tra le valli di Recco e Rapallo di costruirsi una propria signoria locale sui terreni e beni ecclesiastici meneghini.
Questo territorio geografico della Riviera di Levante, infatti, già dal VI secolo ricadde sotto l'influenza dei Longobardi (569) e della arcidiocesi di Milano e a tale periodo risalgono le fondazioni di pieve ambrosiane a Camogli, Recco, Uscio e Rapallo. È a partire dal 1100 che gli Avvocato, o Advocati come citati in altre fonti storiche locali, tentarono la creazione di un loro dominio stabile e potente nell'alta val Fontanabuona che, però, ben presto destò la preoccupazione del Comune di Genova interessato a una sua espansione pure in questa zona del levante ligure. Il castello di Roccatagliata, d'origine quindi vescovile, probabilmente e temporaneamente rientrò nei possedimenti di questa famiglia che, comunque, ebbe per tutto il XII-XIII secolo una sua importanza signorile. Già a partire dalla prima metà del Duecento, Genova cercò di frenare l'ascesa degli Advocati e fu proprio una sentenza di un magistrato, inviato dal podestà genovese per risolvere le problematiche giurisdizionali legate a un caso di omicidio avvenuto nel territorio, che di fatto riconobbe a Genova il pieno diritto di intervento e il potere politico e amministrativo. Nel 1223 furono nominati i primi consoli genovesi aventi giurisdizione su Neirone e l'alta valle fontanina.
Al 10 ottobre 1259 risale l'atto di vendita del castello degli Advocati di Roccatagliata alla famiglia Doria che, nel corso del 1273, cedettero il maniero ai conti Fieschi di Lavagna. A partire da questa vendita la famiglia fliscana creò attorno al castello e al sottostante borgo un considerevole feudo, strategicamente importante in quanto posto lungo una delle tante e principali direttrici commerciali tra la Pianura Padana e la costa ligure. Lo stesso Ottobono Fieschi, salito al soglio pontificio nel 1276 come papa Adriano V, citò nel suo testamento un palazzo presso Roccatagliata.

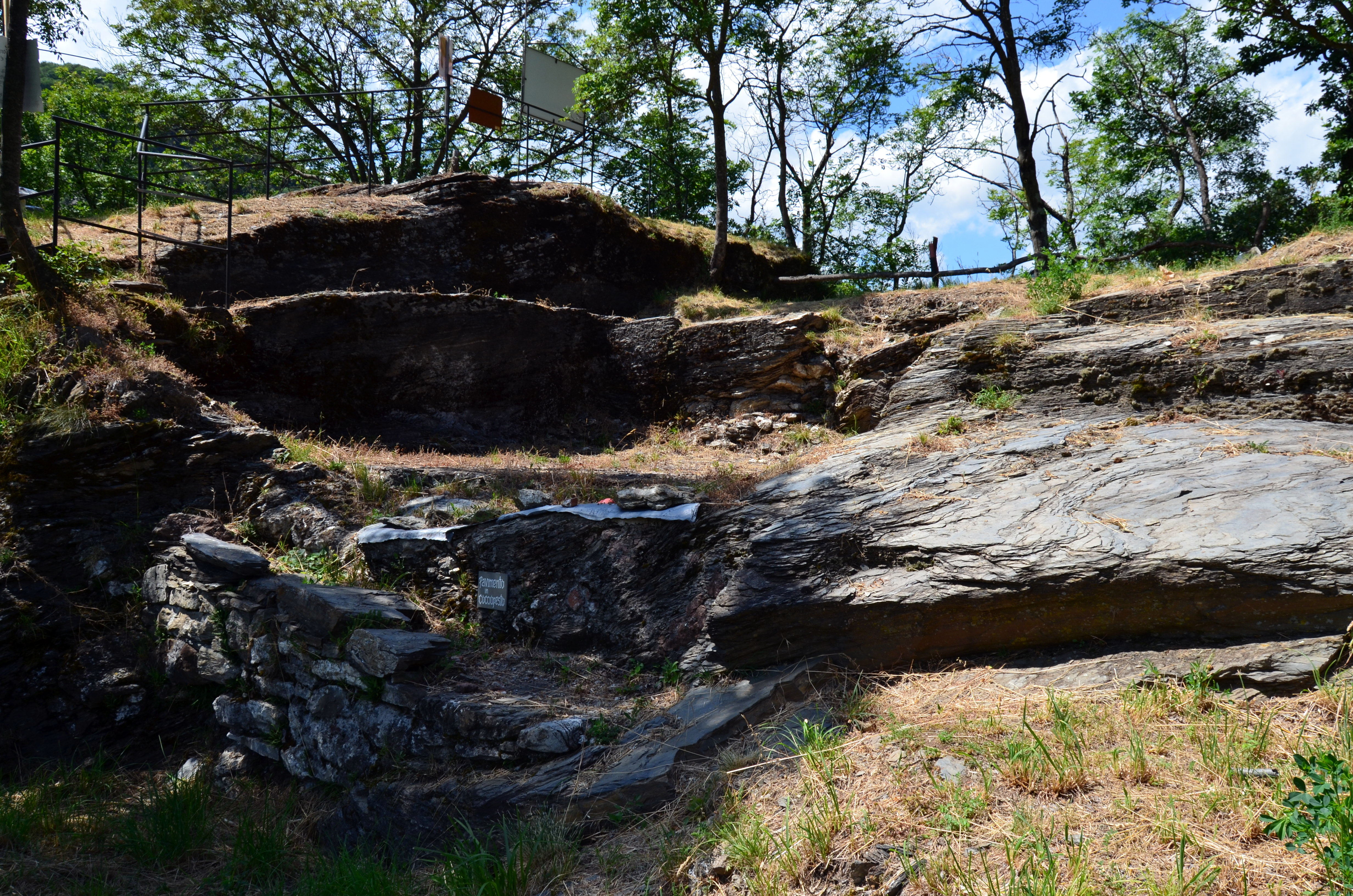
Altro particolare

Nel corso della seconda metà del Trecento il castello dei Fieschi fu interessato da fatti d'armi per la sua conquista: espugnato dai soldati genovesi nel 1371, l'anno successivo venne ripreso dai conti di Lavagna.
Fu però nel XV secolo che la postazione difensiva, e probabilmente pure residenziale, conobbe le sue fasi più cruciali e, in seguito, sventurate. Nella seconda dedizione genovese verso la signoria viscontea i principali feudi dei Fieschi della Repubblica di Genova furono attaccate dalle truppe dei Visconti e pure Roccatagliata ne subì tragicamente le sorti: nel 1433 la zona fu sottomessa a Genova e il castello venduto ai Genovesi. Furono invece gli Sforza, nella seconda dedizione genovese verso la signoria meneghina, a intraprendere la decisione più drastica e definitiva per la storia del castello, ossia la sua totale demolizione nel corso del 1477.
Un episodio che segnò profondamente il borgo e il suo castello, posto sul poggio più alto dell'abitato, che gli stessi Sforza citarono come «un falcone sopra tutto il paese di Roccatagliata. È una grandissima fortezza talmente situata sopra un sasso che l'è inespugnabile». Postazione difensiva che non venne riedificata dagli abitanti e nemmeno dai Fieschi, nonostante la riottenuta investitura sul territorio nel 1495 da parte dell'imperatore Massimiliano d'Asburgo.
La successiva e fallimentare congiura di Gianluigi Fieschi nel 1547, per il potere su Genova e Repubblica, fece perdere alla famiglia fliscana definitivamente il controllo dei proprio feudi a vantaggio dei Genovesi e di altre signorie locali.

## Il parco archeologico

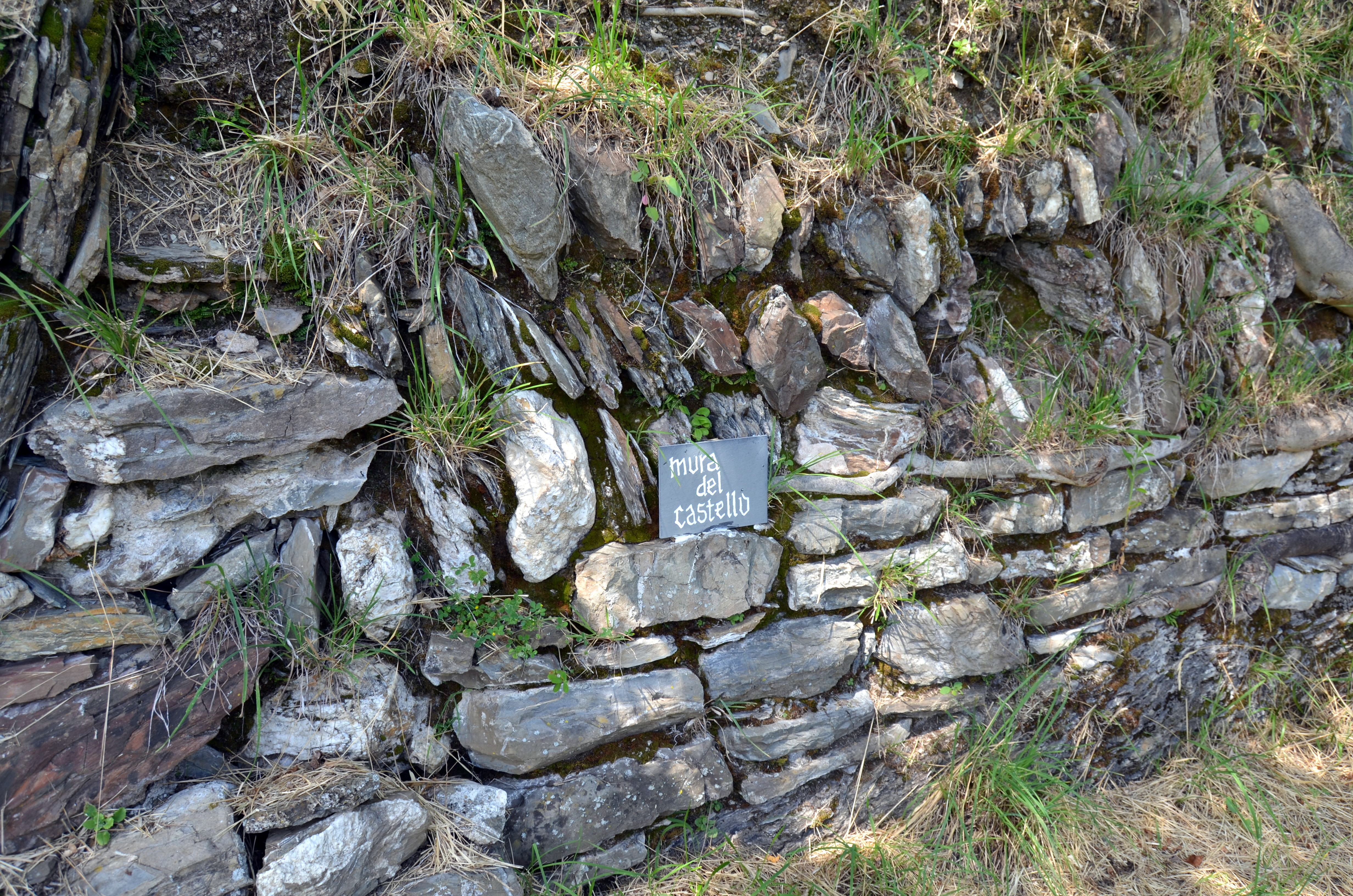
Le mura del castello recuperate nella campagna di scavo

Già oggetto di studi dai primi del Novecento per l'importanza storica del castello, una maggiore conoscenza del sito si ebbe tra il 2011 e il 2013 grazie a una campagna di scavi e rilievi effettuati dalla Soprintendenza, quest'ultimi finanziati da fondi europei, regionali e comunali.
Lo scavo ha permesso il ritrovamento delle antiche mura di cinta, dei vani intagliati nella roccia e pavimentati, frammenti di ceramiche e intonaci. Uno studio approfondito che ha riportato alla luce ciò che rimaneva dello storico sito, di cui si erano perse le tracce tangibili se non le parziali ricostruzioni storiche attraverso fonti tramandate oralmente o i pochi scritti. Il poggio sopra al paese e alla locale parrocchiale di San Lorenzo, dopo una nuova rivalutazione del sito, è diventato un parco archeologico con la presenza di un percorso guidato e pannelli esplicativi.
Durante lo scavo è stata scoperta inoltre una cisterna d'acqua con volta a botte che, stando ai risultati del carbonio-14, risulterebbe plurisecolare ma certamente postuma alla demolizione del castello nel corso del 1477.
Nel 2021 all'interno dell'area archeologica del castello è stata rinvenuta una seconda cisterna, oltre quella già presente e sotto analisi, aggiungendo un tassello all'analisi storica del manufatto.